# Dmytro Zamotayev
Dmytro Zamotayev est un boxeur ukrainien né le 4 avril 1995.

## Carrière
Sa carrière amateur est principalement marquée par une médaille de bronze remportée aux championnats du monde de 2015 dans la catégorie des poids mi-mouches.

## Palmarès

### Championnats du monde de boxe amateur
- Médaille de bronze en -49 kg en 2015 à Doha, Qatar

### Championnats d'Europe
- Médaille de bronze en -51 kg en 2022 à Erevan, Arménie
- Médaille de bronze en -52 kg en 2017 à Kharkiv, Ukraine

### Jeux européens
- Médaille de bronze en -49 kg en 2015 à Bakou,  Azerbaïdjan